# PIKA☆NCHI
『PIKA☆NCHI』（ピカンチ）は、日本の男性アイドルグループ・嵐の通算9枚目となるシングル。2002年10月17日にジェイ・ストームから発売された。

## 概要
嵐のシングルとしては初めて、木曜日に発売された。
前2作でも用いられた、「低価格（525円）」「8cmシングル」というフォーマットを踏襲する形で発売されたが、この試みは今作が最後となっている。2008年に『ナイスな心意気』と共に再発盤が発売された。
PVの監督は、堤幸彦が手掛けている。

## 収録曲

### 初回限定盤
1. PIKA☆NCHI [4:51]
作詞：相田毅、作曲：谷本新、編曲：CHOKKAKU
  - 嵐主演 J Storm配給映画『ピカ☆ンチ LIFE IS HARDだけどHAPPY』主題歌
  - 嵐主演 J Storm配給映画『ピカ☆★☆ンチ LIFE IS HARD たぶんHAPPY』エンディングテーマ

櫻井によるラップやDJスクラッチを取り入れたハードなミクスチャーロックナンバー。
2009年に開催された自身の10周年記念ツアー「ARASHI Anniversary Tour 5×10」では、相葉がソロ曲として披露した。
2. 道 [0:56]
作詞：河原雅彦、作曲・編曲：辻陽
  - 嵐主演 J Storm配給映画『ピカ☆ンチ LIFE IS HARDだけどHAPPY』挿入歌
3. PIKA☆NCHI（オリジナル・カラオケ）
4. 道（オリジナル・カラオケ）

### 通常盤
1. PIKA☆NCHI
2. PIKA☆NCHI（オリジナル・カラオケ）
3. シークレットトーク
内容は「シークレットトークのシークレットの意味について」「コンサートでのダンスについて」など。

## 収録アルバム
- THE ORIGINAL MOTION PICTURE SOUNDTRACK ピカ☆ンチ LIFE IS HARD だけど HAPPY（初回限定盤#2）
- How's it going?（#1）
  - アルバムバージョンを収録。
- 5×5 THE BEST SELECTION OF 2002←2004（#1）
- 5×10 All the BEST! 1999-2009（#1）
- 5×20 All the BEST!! 1999-2019（#1）
- ウラ嵐BEST 1999-2007（初回限定盤#2）

## 映像作品
PIKA☆NCHI
- How's it going? SUMMER CONCERT 2003
- 2004 嵐!いざッ、Now Tour!!
- ARASHI AROUND ASIA Thailand-Taiwan-Korea（初回限定盤）
- ARASHI AROUND ASIA+ in DOME
- ARASHI Anniversary Tour 5×10
- ARASHI BLAST in Hawaii
- ARASHI BLAST in Miyagi